# Simon Jacob Henriques de la Fuente
Simon Jacob Henriques de la Fuente (Amsterdam, 21 februari 1863 - onbekend) was een Nederlands musicus.
Hij was zoon van musicus Jacob David Henriques de la Fuente en Roosje Simon Coini. Hijzelf was getrouwd met een sopraan Frederika Streletski, dochter van Joseph Streletski/Strelitskie en Carolina Orgelist, beiden musici bij de Koninklijke Schouwbrug in Den Haag. Het echtpaar De la Fuente woonde enige tijd aan de Lijnbaansgracht en het Rembrandtplein. Dochter Roosje de la Fuente, studeerde zelf kort piano aan het Haags Conservatorium, huwde de Haagse musicus/orkestmeester David Piller. Kleindochter Betsy Norden (1926-1943) via het tweede huwelijk van tweede dochter Elisabeth) werd ook zangeres, maar ze werd in Sobibor omgebracht voordat haar carrière van de grond kwam.
Zijn muziekonderwijs startte wonende in Amsterdam. Toen zijn vader muziekleraar werd aan de Haagse Muziekschool kreeg hij aldaar lessen van Georg Friedrich Wagener, Carel Wirtz (piano), Johann Heinrich Völlmar (klarinet), Joseph Giese (cello) en Willem Nicolaï (harmonieleer, compositieleer) . Hij trad op klarinet toe tot de orkestklas van Wilhelm Nicolaï. Tegelijkertijd, nog tijdens zijn studie aan het Haags Conservatorium, trad hij diverse malen op onder leiding van Johannes Verhulst in Diligentia. In 1878 beëindigde hij zijn studie om repetitor te worden bij de Fransche Opera in Den Haag. Toen stapte hij over naar de Nederlandse Opera van Johannes George de Groot en werd er dirigent.
In 1888 emigreerde hij naar China om er leiding te geven aan de Fransche Opera aldaar, maar keerde weer terug om vervolgens te dirigeren in Calais, Verviers en bij het Paleisorkest van het Paleis voor Volksvlijt in Amsterdam. Hij vertrok weer, dit maal naar de Fransche Opera in Gent en in Rouen.
Van zijn hand verscheen een aantal composities, zoals sonates, andantes en nocturnes voor piano, maar het orkestreerde ook een aantal liederen van Felix Mendelssohn Bartholdy.